# مرحبا، إنها أنا
مرحبًا، إنها أنا (بالكورية: 안녕? 나야)؛ هو مسلسل تلفزيوني كوري جنوبي. مأخوذ من رواية «فتاة مذهلة» لعام 2011 لكيم هاي جونغ، يتم عرض المسلسل على قناة كي بي إس 2 من بداية 17 فبراير 2021 وهو متاح عالميا على شبكة نتفليكس.

## القصة
تستند هذه الدراما إلى رواية فتاة مذهلة للكاتبة كيم هاي جونج والتي نُشرت في 20 كانون الثاني 2011، بان ها ني إمرأة عزباء تبلغ من العمر 37 عامًا تشغل منصبًا مؤقتًا في العمل مما يجعلها متوترة من احتمال طردها. هي بشكل عام ذليلة وخجولة بالنظر إلى حالتها الحالية فهي لا تريد أن تكون عزباء، ذات يوم تأتي بان ها ني البالغة من العمر 17 عامًا من الماضي إلى بان ها ني ذات الـ37 عامًا. بان ها ني البالغة من العمر 17 عامًا مختلفة تمامًا عن نفسها الأكبر سنًا. الشابة بان ها ني مشرقة ومتفائلة

## بطولة
طاقم التمثيل:
- كيم ميونغ كوانغ في دور هان يوو هيون.
- تشوي كانغ هي في دور بان ها ني.
- لي ري في دور بان ها ني الصغيرة.
- ايوم مون سيوك في بدور يانغ تشول سيك (أنثوني).
- كيم يوو مي في دور أوه جي أيون.

### أدوار داعمة
عائلة با ني:
- جونغ يي رانج بدور بان هاي يونغ، أخت ها ني الكبرى (سونغ جي هيون في دور ها يونغ الصغيرة.
- مون سونغ هيون في دور تشاي تشي سو، زوج ها يونغ.
- مون سونغ هيون في دور تشي سو الصغيرة.
- مون سونع هيون في دور تشا سونغ وو وابن ها يونغ.
- كيم بيونغ تشون بدور بان جي تاي، والد ها ني.
- يون بوك إن في دور جي أوك جونج، والدة هايني.
- كيم يونغ ريم في دور لي هونغ انيون، جدة ها ني.

عائلة: يوو هيون
- يون جو سانغ بدور هان جي مان، والد يو هيون.
- بايك هيون جو في دور هان جي سوك، عمة يو هيون.
- جي سونغ هيون في دور يانغ دو يون، ابن عم يو هيون.
- كي يوو مي بدور أوه جي اون، زوجة دو يون.
- لي سيو ايون في دورجي اون الصغيرة، رفيقة ها ني.

### أخرون
- بارك شول مين في دور يونغ جو
- جونغ داي رو بدور إيل جوو
- لي كيو هيون في دور ماستر جوبز
- لي تشاي مي بدور جو سو هيي.

### قسم المكتب
- كيم كي ري في دور كيم يونغ هوا
- تشوي تاي هوان في دور تشا سيونغ سوك
- جو وو ري في دور بانغ اوك جو
- كيم مي هوا في دور كانغ جيوم جا (المطبخ)
- كيم دو ايون في دور تشا مين جا (المطبخ)
- شين مون سونغ في دور كوو دونغ دوو

## المشاهدات
| الموسم | الموسم | رقم الحلقة | رقم الحلقة | رقم الحلقة | رقم الحلقة | رقم الحلقة | رقم الحلقة | رقم الحلقة | رقم الحلقة | رقم الحلقة | رقم الحلقة | رقم الحلقة | رقم الحلقة | رقم الحلقة | رقم الحلقة | رقم الحلقة | رقم الحلقة | المتوسط |
| الموسم | الموسم | 1          | 2          | 3          | 4          | 5          | 6          | 7          | 8          | 9          | 10         | 11         | 12         | 13         | 14         | 15         | 16         | المتوسط |
| ------ | ------ | ---------- | ---------- | ---------- | ---------- | ---------- | ---------- | ---------- | ---------- | ---------- | ---------- | ---------- | ---------- | ---------- | ---------- | ---------- | ---------- | ------- |
|        | 1      | 888        | 676        | 825        | غ/م        | 771        | غ/م        | غ/م        | غ/م        | غ/م        | غ/م        | غ/م        | غ/م        | غ/م        | 608        | غ/م        | غ/م        | N/A     |

وفقًا لـ Nielsen Korea ، كانت الحلقة الأولى الاعلى مشاهدة حيث حققت مايقارب 888 الف مشاهدة.
| الحلقة | جزء  | تاريخ البث الأصلي | متوسط حصة الجمهور (AGB Nielsen) | متوسط حصة الجمهور (AGB Nielsen) |
| الحلقة | جزء  | تاريخ البث الأصلي | على الصعيد الوطني               | سيول                            |
| ------ | ---- | ----------------- | ------------------------------- | ------------------------------- |
| 1      | 1    | 17 فبراير 2021    | 3.8٪                            | غير متاح                        |
| 1      | 2    | 17 فبراير 2021    | 4.9٪                            | غير متاح                        |
| 2      | 1    | 18 فبراير 2021    | 3.1٪                            | غير متاح                        |
| 2      | 2    | 18 فبراير 2021    | 3.6٪                            | غير متاح                        |
| 3      | 1    | 24 فبراير 2021    | 3.2٪                            | غير متاح                        |
| 3      | 2    | 24 فبراير 2021    | 5.1٪                            | 4.9٪                            |
| 4      | 1    | 25 فبراير 2021    | 2.7٪                            | غير متاح                        |
| 4      | 2    | 25 فبراير 2021    | 3.1٪                            | غير متاح                        |
| 5      | 1    | 3 مارس 2021       | 3.4٪                            | غير متاح                        |
| 5      | 2    | 3 مارس 2021       | 3.9٪                            | غير متاح                        |
| 6      | 1    | 4 مارس 2021       | 2.3٪                            | غير متاح                        |
| 6      | 2    | 4 مارس 2021       | 3.1٪                            | غير متاح                        |
| 7      | 1    | 10 مارس 2021      | 3.0٪                            | غير متاح                        |
| 7      | 2    | 10 مارس 2021      | 3.9٪                            | غير متاح                        |
| 8      | 1    | 11 مارس 2021      | 2.7٪                            | غير متاح                        |
| 8      | 2    | 11 مارس 2021      | 3.4٪                            | غير متاح                        |
| 9      | 1    | 17 مارس 2021      | 2.8٪                            | غير متاح                        |
| 9      | 2    | 17 مارس 2021      | 3.7٪                            | غير متاح                        |
| 10     | 1    | 18 مارس 2021      | 2.7٪                            | غير متاح                        |
| 10     | 2    | 18 مارس 2021      | 3.5٪                            | غير متاح                        |
| 11     | 1    | 24 مارس 2021      | 2.6٪                            | غير متاح                        |
| 11     | 2    | 24 مارس 2021      | 3.9٪                            | غير متاح                        |
| 12     | 1    | 25 مارس 2021      | 2.5%                            | غير متاح                        |
| 12     | 2    | 25 مارس 2021      | 3.2%                            | غير متاح                        |
| 13     | 1    | 31 مارس 2021      | 2.7%                            | غير متاح                        |
| 13     | 2    | 31 مارس 2021      | 3.7%                            | غير متاح                        |
| 14     | 1    | 1 أبريل 2021      | 2.7%                            | غير متاح                        |
| 14     | 2    | 1 أبريل 2021      | 4.0%                            | غير متاح                        |
| 15     | 1    | 7 أبريل 2021      | 3.3%                            |                                 |
| 15     | 2    | 7 أبريل 2021      | 4.2%                            |                                 |
| 16     | 1    | 8 أبريل 2021      | 4.0%                            |                                 |
| 16     | 2    | 8 أبريل 2021      | 3.3%                            |                                 |
| معدل   | معدل | معدل              | 3.38%                           | غ/م                             |

## الموسيقى التصويرية

### الاوست رقم 1
| رقم         | عنوان               | كلمان       | موسيقي      | غناء        | الطول |
| ----------- | ------------------- | ----------- | ----------- | ----------- | ----- |
| 1.          | "Wake Up"           | Nuvocity    | Nuvocity    | Weeekly     | 3:14  |
| 2.          | "Your Eyes" (inst.) |             | Nuvocity    |             | 3:14  |
| مجموع الطول | مجموع الطول         | مجموع الطول | مجموع الطول | مجموع الطول | 6:28  |

### الاوست رقم 2
| رقم         | عنوان               | كلمات        | موسيقي                                       | غناء         | الطول |
| ----------- | ------------------- | ------------ | -------------------------------------------- | ------------ | ----- |
| 1.          | "Tonight" (오늘 밤) | Eo Young-soo | - Eo Young-soo - Choi Soo-in - Kim Sung-hyun | Lee Min-hyuk | 4:03  |
| 2.          | "Tonight" (inst.)   |              | - Eo Young-soo - Choi Soo-in - Kim Sung-hyun |              | 4:03  |
| مجموع الطول | مجموع الطول         | مجموع الطول  | مجموع الطول                                  | مجموع الطول  | 8:06  |

### الأوست رقم 3
| رقم.        | عنوان          | كلمات       | موسيقي      | غناء            | الطول |
| ----------- | -------------- | ----------- | ----------- | --------------- | ----- |
| 1.          | "3!4!"         | Lee Hyun-do | Lee Hyun-do | - Soya - DinDin | 3:50  |
| 2.          | "3!4!" (inst.) |             | Lee Hyun-do |                 | 3:50  |
| مجموع الطول | مجموع الطول    | مجموع الطول | مجموع الطول | مجموع الطول     | 7:40  |

### الأوست رقم 4
| رقم         | عنوان                        | كلمات                  | موسيقي         | غناء        | الطول |
| ----------- | ---------------------------- | ---------------------- | -------------- | ----------- | ----- |
| 1.          | "Someday" (그 시간, 그 공간) | - Hana - Shin Yong-soo | Psycho Tension | Huh Gak     | 3:06  |
| 2.          | "Someday" (inst.)            |                        | Psycho Tension |             | 3:06  |
| مجموع الطول | مجموع الطول                  | مجموع الطول            | مجموع الطول    | مجموع الطول | 6:12  |

### الأوست رقم 5
| رقم         | عنوان                  | كلمات             | موسيقي            | غناء        | الطول |
| ----------- | ---------------------- | ----------------- | ----------------- | ----------- | ----- |
| 1.          | "Cloudy Day" (흐린 날) | Shoulder Gangster | Shoulder Gangster | Sondia      | 4:05  |
| 2.          | "Cloudy Day" (inst.)   |                   | Shoulder Gangster |             | 4:05  |
| مجموع الطول | مجموع الطول            | مجموع الطول       | مجموع الطول       | مجموع الطول | 8:10  |

### الأوست رقم 6
| رقم         | عنوان                                 | كلمات          | موسيقي                                         | غناء        | الطول |
| ----------- | ------------------------------------- | -------------- | ---------------------------------------------- | ----------- | ----- |
| 1.          | "Don't Smile At Me" (웃어주지 말아요) | Park Jung-joon | - Park Jung-joon - Lee Yong-tae - Lee Hyo-jung | Soyou       | 3:30  |
| 2.          | "Don't Smile At Me" (inst.)           |                | - Park Jung-joon - Lee Yong-tae - Lee Hyo-jung |             | 3:30  |
| مجموع الطول | مجموع الطول                           | مجموع الطول    | مجموع الطول                                    | مجموع الطول | 7:00  |

### الأوست رقم 7
| No.         | عنوان                                 | كلمات         | موسيقي        | غناء        | الطول |
| ----------- | ------------------------------------- | ------------- | ------------- | ----------- | ----- |
| 1.          | "Life" (산다는 건 다 그런게 아니겠니) | Cho Byung-sik | Cho Byung-sik | Floody      | 3:40  |
| 2.          | "Life" (inst.)                        |               | Cho Byung-sik |             | 3:40  |
| مجموع الطول | مجموع الطول                           | مجموع الطول   | مجموع الطول   | مجموع الطول | 7:20  |

## الدراما التنافسية في نفس الوقت
- أوه! رئيسي (إم بي سي).
- سيزيف: الأسطورة (جي تي بي سي).
- الماوس (تي في إن).

## الإنتاج
تمت القراءة الأولى للسيناريو في سبتمبر 2020.

## روابط خارجية
- مرحبا، إنها انا على موقع IMDb (الإنجليزية)
- مرحبا، إنها انا على موقع روتن توميتوز (الإنجليزية)
- مرحبا، إنها انا على موقع نتفليكس (الإنجليزية)
- مرحبا، إنها انا على موقع قاعدة بيانات الفيلم (الإنجليزية)